# Ospriocerus villus
Ospriocerus villus là một loài ruồi trong họ Asilidae. Ospriocerus villus được Martin miêu tả năm 1968. Loài này phân bố ở vùng Tân Bắc giới.